# أرت لوند
أرت لوند (بالإنجليزية: Art Lund)‏ هو سياسي أمريكي، ولد في 28 يوليو 1920 في الولايات المتحدة، وتوفي في 5 يوليو 2009 في سكوبي في الولايات المتحدة. حزبياً، نشط في الحزب الجمهوري. وقد انتخب عضو مجلس نواب مونتانا.